# Offshore-Windpark Banc de Guérande
Banc de Guérande ist ein Betrieb befindlicher französischer Offshore-Windpark im Golf von Biskaya. Der Windpark besteht aus 80 Windenergieanlagen, die zusammen eine installierte Leistung von 480 Megawatt haben. Es handelt sich um den ersten Offshore-Windpark Frankreichs. Die vollständige Inbetriebnahme fand im November 2022 statt.

## Lage
Der Windpark befindet sich etwa 12 Kilometer vor der Küste von Saint-Nazaire und wird daher auch als Offshore-Windpark Saint-Nazaire bezeichnet.

## Geschichte und Bau
Im Jahr 2016 wurde die Genehmigung zur Errichtung des Windparks erteilt. Die Sif Group wurde als Lieferant für die Monopile-Fundamente ausgewählt. Die erforderlichen Grobbleche kamen von der Dillinger Hütte. Das erste Fundament wurde im Mai 2021 errichtet. Mitte Oktober 2021 waren 40, Anfang 2022 insgesamt 56 Gründungen errichtet. Ende März 2022 waren 60 Gründungen fertiggestellt, und Mitte April wurde die erste Windkraftanlage errichtet. Anfang September 2022 waren alle Turbinen errichtet. Die vollständige Inbetriebnahme fand im November 2022 statt.
Den Transport und die Installation der Windenergieanlagen übernahm das Errichterschiff Vole au Vent der Jan de Nul Group.

## Technik
Zum Einsatz kommen 80 Turbinen vom Typ GE Haliade 150-6MW mit einer Nennleistung von 6,0 Megawatt. Die Windenergieanlagen haben einen Rotordurchmesser von 150,8 m und werden im GE Wind Energy-Werk (ehemals Alstom) in Saint-Nazaire gefertigt. Der Offshore-Windpark soll zukünftig 20 % des Stromverbrauchs des Département Loire-Atlantique decken können.